# Estonsko na zimních olympijských hrách
Estonsko na zimních olympijských hrách startuje od roku 1928. Toto je přehled účastí, medailového zisku a vlajkonošů na dané sportovní události.

## Účast na Zimních olympijských hrách
| Dějiště ZOH | ZOH      | Vlajkonoš                                             | Zlatá medaile | Stříbrná medaile | Bronzová medaile | Celkem |
| --- | -------- | ----------------------------------------------------- | ------------- | ---------------- | ---------------- | ------ |
| 1928 Svatý Mořic | ZOH 1928 | Eduard Hiiop                                          | 0             | 0                | 0                | 0      |
| 1932 Lake Placid | ZOH 1932 | –                                                     | –             | –                | –                | –      |
| 1936 Garmisch-Partenkirchen                                                                                           | ZOH 1936 | Johan Rosenfeld                                       | 0             | 0                | 0                | 0      |
| V období 1940–1991 bylo Estonsko součástí Sovětského svazu, který estonští sportovci reprezentovali na VII.–XV. hrách |          |                                                       |               |                  |                  |        |
| 1992 Albertville | ZOH 1992 | Ants Antson                                           | 0             | 0                | 0                | 0      |
| 1994 Lillehammer | ZOH 1994 | Allar Levandi                                         | 0             | 0                | 0                | 0      |
| 1998 Nagano | ZOH 1998 | Kalju Ojaste                                          | 0             | 0                | 0                | 0      |
| 2002 Salt Lake City                                                                                                   | ZOH 2002 | Allar Levandi                                         | 1             | 1                | 1                | 3      |
| 2006 Turín | ZOH 2006 | Eveli Peterson                                        | 3             | 0                | 0                | 3      |
| 2010 Vancouver | ZOH 2010 | Roland Lessing                                        | 0             | 1                | 0                | 1      |
| 2014 Soči | ZOH 2014 | Indrek Tobreluts (zahájení) Karel Tammjärv (ukončení) | 0             | 0                | 0                | 0      |
| 2018 Pchjongčchang | ZOH 2018 | Saskia Alusaluová                                     | 0             | 0                | 0                | 0      |
| 2022 Peking | ZOH 2022 | Martin Himma Kelly Sildaruová                         | 0             | 0                | 1                | 1      |
| 2026 Milán | ZOH 2026 |                                                       |               |                  |                  |        |
| Celkem | 11       |                                                       | 4             | 2                | 2                | 8      |
| Zdroj na Olympedia.org                                                                                                |          |                                                       |               |                  |                  |        |